# Arundinella nervosa
Arundinella nervosa là một loài thực vật có hoa trong họ Hòa thảo. Loài này được (Roxb.) Nees ex Hook. & Arn. mô tả khoa học đầu tiên năm 1837.